# La Petite Madone Cowper
La Petite Madone Cowper (en italien : Piccola Madonna Cowper) afin de la différencier de la Grande Madonna Cowper est une peinture religieuse de l'artiste italien de la Renaissance Raphaël. Elle est datée d'environ 1504-1505, au milieu de la Haute Renaissance. Le tableau est  conservé à la National Gallery of Art de Washington par un legs en 1942.

## Histoire
On ne sait pas exactement pourquoi La Petite Madone Cowper a été réalisée. Il s'agit probablement d'une commande privée ou destinée au marché de l'art en général ; les représentations de la Vierge à l'Enfant étaient souvent offertes en cadeau de mariage. Il est largement admis que l'église située à droite du tableau est l'église Saint-Bernardin-des-Zoccolanti d'Urbino, où les ducs d'Urbino (où Raphaël est né) sont enterrés. Il a été suggéré que la présence de l'église signifie que le tableau a pu être « commandé par la famille à des fins dévotionnelles ».
Le tableau est réalisé aux alentours de l'année 1505 au cours de la période florentine du peintre.
Vers 1780, le tableau est vendu au collectionneur d'œuvres d'art George Clavering-Cowper, avec une autre Madonna (Grande) par une collection privée à Urbino ou Florence. Conservé d'abord au château de Panshanger, dans le Hertford, le tableau est transmis à travers six générations de Cowpers avant d'être vendu au marchand d'art Duveen Brothers, Inc. en 1913. En 1914, il est vendu au magnat américain Peter AB Widener, qui l'expose à Lynnewood Hall, Elkins Park, Pennsylvanie. Le fils de Peter AB Widener, Joseph E. Widener, en fait don à la National Gallery of Art en 1942, ainsi que du reste de la vaste collection d'art de Lynnewood Hall.
Le nom du tableau provient du fait que celui-ci a appartenu pendant une longue période à lord Cowper et que sa taille est inférieure à un autre tableau similaire de Raphaël acheté en même temps par le lord et ayant eu un parcours historique similaire.
En 2015, la National Gallery of Art la prête au Worcester Art Museum dans le Massachusetts (États-Unis) pour être exposée aux côtés de La Madone Northbrook, laquelle fait partie de la collection permanente du Worcester Art Museum et était autrefois attribuée à Raphaël. L’un des espoirs de l’exposition était d’identifier l’artiste qui a peint La Madone Northbrook. Celui-ci a été plus tard identifié par le musée comme étant peut-être Domenico Alfani, un ami proche de Raphaël dont les œuvres ont souvent été attribuées à tort à l'artiste le plus connu.

## Composition et style
Le tableau représente la Vierge à l'Enfant. Le buste de Marie est tourné vers la droite, tandis qu'elle soutient  le corps de Jésus debout chancelant sur ses pieds.
L'iconographie est habituellement rapprochée de celle de la Madonna del Granduca, avec une interaction des gestes entre l'enfant et sa mère.
La Vierge, le teint clair avec des cheveux blonds et vêtue d'une robe rouge est assise au centre de l'œuvre confortablement sur un banc de bois. Une draperie bleue est posée sur ses genoux, un élégant ruban transparent parcourt le haut de sa robe et derrière ses épaules ; de fines auréoles circulaires dorées entourent leurs têtes.
De sa main gauche, elle tient l'Enfant qui avec un timide sourire appuyé sur l'épaule de Marie, entoure affectueusement de ses bras le cou de sa mère.
Le regard de la Vierge et de son Enfant fait face au spectateur et leurs visages sont analogues avec tous les deux une chevelure blonde et douce, voire dorée.
La luminosité mesurée de l'action et la dilatation des plans rappellent l'influence de Léonard de Vinci.
D'inspiration léonardesque est aussi l'arrière-plan constitué par un paysage de collines parsemé de quelques arbres, avec un étang qui reflète le ciel et une église sur la droite. Dans le lointain, un brouillard rend tout clair avec des tons azur.
Récemment, lors d'une exposition à Urbino, les études de réflectographie infrarouge ont montré la présence d'un mur derrière la Vierge Marie.

## Attribution
L'attribution à Raphaël est unanime. Le tableau est l'une des œuvres qui ouvrent la série des Madones de l'artiste lors de son séjour florentin, influencé par Léonard de Vinci.